# پائولو سیگنورلی (بازیکن فوتبال)
پائولو سیگنورلی (انگلیسی: Paolo Signorelli; ۱۰ مارس ۱۹۳۹ – ۳ مهٔ ۲۰۱۸) بازیکن فوتبال اهل ایتالیا بود.
از باشگاه‌هایی که در آن بازی کرده‌است می‌توان به باشگاه فوتبال ارورا پرو پاتریا ۱۹۱۹ و باشگاه فوتبال آتالانتا اشاره کرد.